# Elizabethtown (Kentucky)
Elizabethtown é uma cidade localizada no estado americano de Kentucky, no Condado de Hardin.

## Demografia
Segundo o censo americano de 2000, a sua população era de 22.542 habitantes.
Em 2006, foi estimada uma população de 23.406, um aumento de 864 (3.8%).

## Geografia
De acordo com o United States Census Bureau tem uma área de
63,1 km², dos quais 62,3 km² cobertos por terra e 0,8 km² cobertos por água. Elizabethtown localiza-se a aproximadamente 272 m acima do nível do mar.

## Localidades na vizinhança
O diagrama seguinte representa as localidades num raio de 20 km ao redor de Elizabethtown.